# Monestir de Sant Martí de Cauquena
El monestir Sant Martí de Cauquena fou un establiment religiós del Llenguadoc que apareix esmentat per primer cop el 836 però sens dubte fundat anteriorment. En aquest any, el 27 d'agost del 836 el comte Fulcoald (missus dominicus de l'emperador) establia la devolució a David, abat de Sant Martí de Cauquène o Cauchène, a la vora de la mar, dels béns usurpats al seu monestir als llocs de Saint-Marcel, de Maximian le Bas i de Maximian le Haut, a Menerba.
El monestir estava en una península del mateix nom entre l'estany de Bages o Sigean, el de Gruissan, el riu Aude i la mar, a uns 8 km de Narbona cap al sud. Aquest monestir era diferent dels de Sant Martí de Lenis i de Sant Marti de Montredon també situats a la diòcesi i el 844 era un priorat dependent de l'abadia de Sant Llorenç de Cabreresses, al riu Niesle, a la mateixa diòcesi, després unida al bisbat de Narbona. Al segle xi els arquebisbes van cedir l'església de Santa Maria de Cauquena a l'abadia de Cuixà, al Rosselló. El cardenal de Joyeuse, arquebisbe de Narbona, va fer construir el 1614 sobre un turó de la península una església o capella amb el nom de Santa Llúcia, amb un monestir i algunes ermites, per religiosos de l'orde de sant Basili, però la fundació no va tenir gaire efectivitat. La península (que antigament era una illa) va agafar el nom de Santa Llúcia.